# Symploce umbrina
Symploce umbrina är en kackerlacksart som beskrevs av Karlis Princis 1963. Symploce umbrina ingår i släktet Symploce och familjen småkackerlackor.
Artens utbredningsområde är Guinea. Inga underarter finns listade i Catalogue of Life.